# إسمار جورتشيتش
إسمار جورتشيتش مواليد 22 مايو 1983 في سراييفو، هو لاعب كرة مضرب بوسني سابق بدأ مسيرته كمحترف سنة 2000 وكان يلعب باليد اليمنى، اعتزل اللعب في 2015. أعلى تصنيف له في الفردي كان المركز الـ 443 في سنة 2004. أعلى تصنيف له في الزوجي كان المركز الـ 296 في سنة 2005.

## روابط خارجية
- إسمار جورتشيتش على موقع رابطة محترفي التنس (الإنجليزية)
- إسمار جورتشيتش على موقع الاتحاد الدولي لكرة المضرب (الإنجليزية)
- إسمار جورتشيتش على موقع خلاصة التنس.كوم (الإنجليزية)